# Șendriceni
Șendriceni is een Roemeense gemeente in het district Botoșani.
Șendriceni telt 4423 inwoners.